# Catocala alabamae
Catocala alabamae là một loài bướm đêm thuộc họ Erebidae. Nó được tìm thấy ở Maryland phía nam đến Florida, phía tây đến Texas và phía bắc đến Missouri, Wisconsin và Illinois.
Sải cánh dài 30–40 mm. Con trưởng thành bay từ tháng 4 đến tháng 8 tùy theo địa điểm. Có thể có một lứa một năm.
Ấu trùng ăn Crataegus, Crataegus calpodendron, Malus coronaria và Prunus angustifolia.

## Hình ảnh

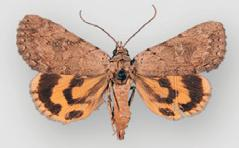
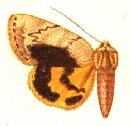